# Río Esla
El Esla es uno de los ríos más importantes del noroeste de España. Nace en la cordillera Cantábrica y cruza de norte a sur las provincias de León y Zamora.
Es el afluente más caudaloso del río Duero, llevando en su desembocadura más caudal que el propio Duero. De ahí el dicho tradicional de «el Esla lleva el agua y el Duero la fama», que también se suele aplicar al otro gran río leonés, el Sil, en relación con el Miño.
El Esla tiene una longitud de 287,83 km y drena una cuenca de 16 026 km², lo que origina que sea el segundo afluente más largo de España tras el Genil. Sus aguas son retenidas en el embalse de Riaño en sus comienzos y, ya cerca de su desembocadura en el Duero, en la presa de Ricobayo. Algunos topónimos de pueblos de la zona deben su nombre a este río, como Mansilla del Esla o San Miguel del Esla, el primero en la provincia de León y el último en la provincia de Zamora.

## Historia

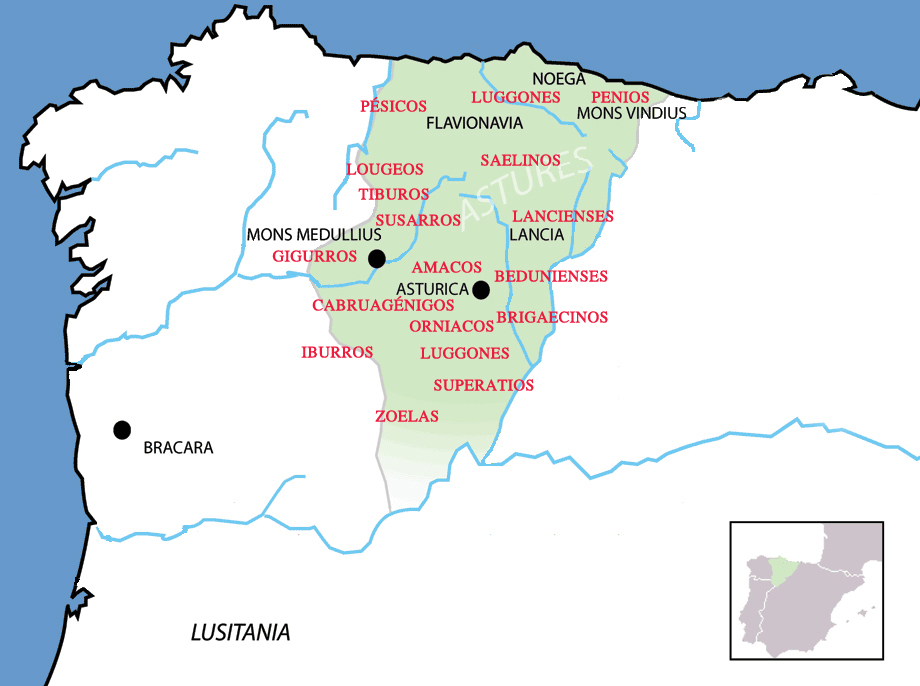
Conventus Asturum

En la Antigua Roma el río Esla era conocido como Astura —pronunciado probablemente Ástura[cita requerida]—, y así lo denominan historiadores romanos como Floro o Paulo Orosio en los siglos II y V respectivamente. También habla del río Astura san Isidoro de Sevilla en el siglo VI en su obra las Etimologías: «Astures gens Hispaniae, vocati eo, quod circa Asturam flumen septi montibus silvisque crebris inhabitent», traducido como «Pueblo de España son también los astures, así llamados por habitar a orillas del río Astura, aislados por montañas y bosques abundantes». No parece haber duda de que los astures —o ástures—  recibieron su nombre en cuanto que habitaban las orillas del río Astura o más allá del Astura viniendo del Este. Puede parecer sorprendente que un río de León haya dado el nombre a los astures y a Asturias; sin embargo, el territorio que ocupaban los astures en la época romana era, además de la mayor parte de la Asturias actual, buena parte de la provincia de León, el norte-occidental de Zamora, una franja en la zona norte-oriental de Portugal y las zonas más orientales de Orense y Lugo. Los astures poblaban ambos lados de la cordillera Cantábrica, siendo los que vivían al norte de las montañas los astures transmontanos, y los que vivían en la meseta los astures cismontanos o augustanos.

## Etimología del hidrónimo
Existen varias hipótesis sobre el origen del hidrónimo Astura. Algunos piensan en un origen euskérico –preindoeuropeo– con una formación del tipo AITZ-URA —risco y agua—, algo así como «agua que brota entre rocas».
Otra hipótesis sugiere que el hidrónimo tendría un origen céltico —indoeuropeo—, de la raíz stou-, que significa «río», debido a la existencia de hidrónimos de este tipo en el sur de Gran Bretaña —ya Plinio hablaba del río «Stur» en la Bretaña y aún hoy en día existen tres ríos llamados «Stour» en Kent, Suffolk y Dorset—; también en la desembocadura del Elba hay otro río «Stör», llamado antiguamente «Sturia»; finalmente, en el Piamonte italiano se ubicaba la tribu celta de los «Esturi», hay un río «Stura» y pervive el nombre de la ciudad de Asti. La misma raíz perdura aún hoy en el gaélico y el bretón en las palabras ster y stour con el significado de «río».
Para otros derivaría de la raíz STEU-R, presente en lenguas indoeuropeas, como el sánscrito o el germánico, con el significado de «amplio, ancho», que aplicado a una corriente fluvial adquiriría el significado de «paso difícil».
Sea uno u otro el origen del nombre del río Ástura (de pronunciación esdrújula en latín), después de los romanos pasó a denominarse Estura, más tarde en la época medieval se le llamó Istola, Stola y Estola (910), pasando después a abreviarse a Estla al perder la vocal posterior a la tónica, hasta llegar definitivamente en el siglo XIII a la actual denominación de río Esla.

## Geografía

### Nacimiento
Tradicionalmente se considera a la fuente del Naranco en Valdosín, en Valdeburón, a unos 5 kilómetros de La Uña, como el nacimiento del río Esla, y así aparece en los mapas oficiales y atlas, así como en la cartografía digital tipo Google maps o ViaMichelin y en las señalizaciones viarias. Existe alguna discrepancia oficial, como en el portal web de la Confederación Hidrográfica del Duero que sitúa el nacimiento del Esla en: «Puerto de Tarna. Valle de Burón. T.M. de Burón (León)», lo que hace la ubicación concreta imposible, pues los terrenos del puerto de Tarna no pertenecen al ayuntamiento de Burón, sino al de Maraña, y lo que pertenece al municipio de Burón es el nacimiento referido en Valdosín, que ciertamente está cerca del puerto de Tarna —menos de 3 km monte a través—. Por otra parte, el arroyo que nace en el puerto de Tarna, suele denominarse río de Riosol y así está señalizado.

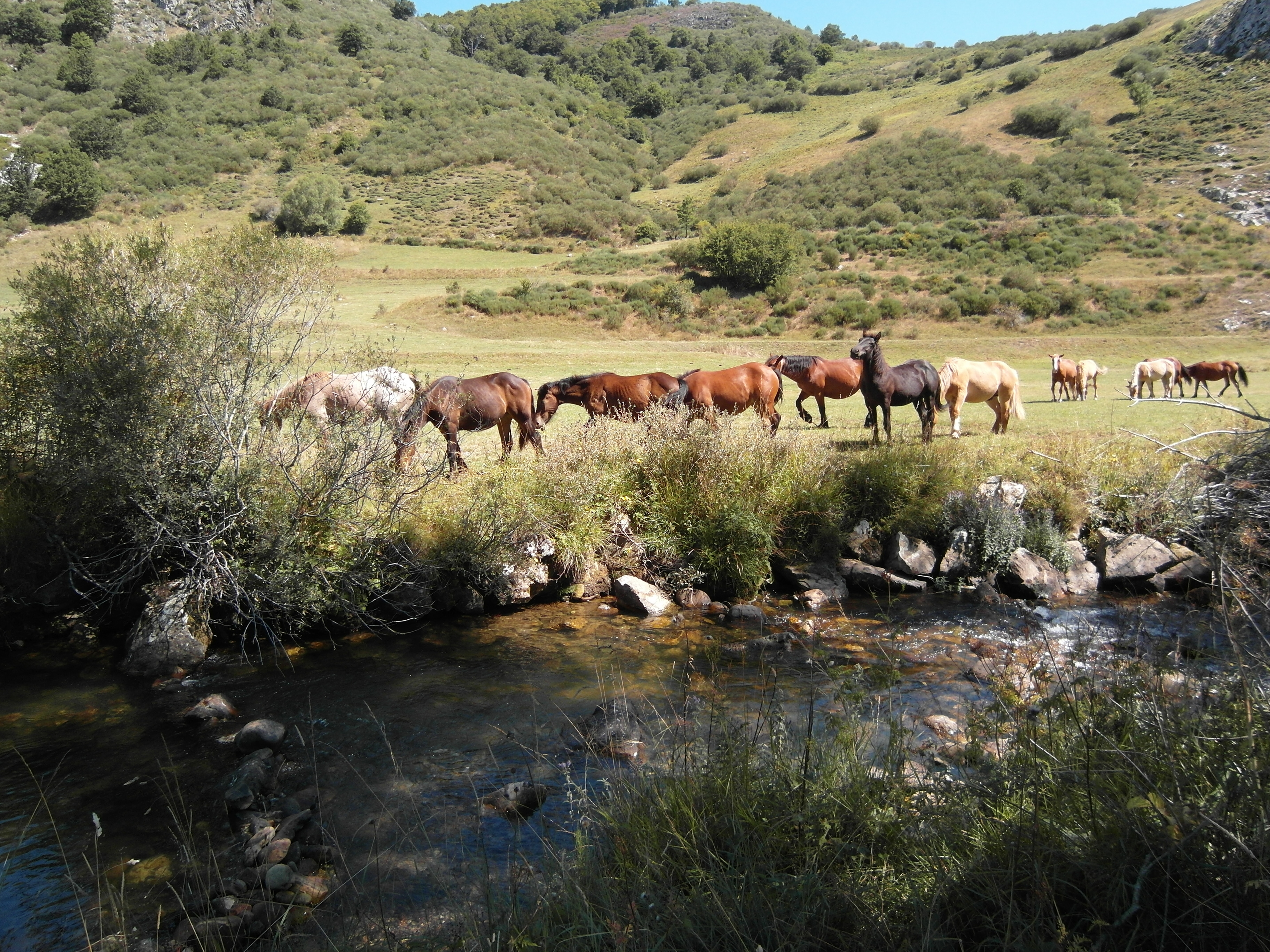
Río Esla y yeguas en los prados de Martín Díaz en La Uña

Pese a que oficialmente el nacimiento del Esla parece estar claro en la zona de Valdeburón, desde hace algo más de un siglo ha habido controversias —fundamentalmente a raíz de la entrada en la polémica de Antonio de Valbuena, natural del desaparecido pueblo de Pedrosa del Rey—, defendiendo al puerto de Pandetrave, y al río Yuso, que baja por Tierra de la Reina, como el verdadero origen del Esla. Para otros el Esla sólo se debería denominar como tal a partir de la unión en Riaño del Yuso con el río procedente de Valdeburón. Para otros, debería darse el nombre de Esla a ambos ramales para evitar disputas. Finalmente, otros defienden un origen más promiscuo, con la intervención de varios padres o arroyos en su nacimiento. Sin embargo, algunos documentos medievales de los siglos XI y XII ya situaban el nacimiento del Esla en la zona de La Uña, en Valdeburón. Así, en 1089, Domingo y su madre Flámula, donan a Sahagún un «monasterio situado en territorio de Riaño, en donde nace el Esla, que linda con Martín Díaz y con la iglesia de San Cristóbal». En 1110 el presbítero Domingo Vellitez, dona a Sahagún «sus heredades en tierra de Riaño; en San Cristóbal donde nace el Esla». Los topónimos de Iglesia de San Cristóbal y Martín Diaz en la montaña de Riaño se encuentran en la La Uña, en la zona donde sale el camino hacia Valdosín; lo que parece indicar que hace ya más de 800 años al Esla se le reconocía un único nacimiento, en Valdosín.
El valle de Valdosín, —al igual que el pueblo de La Uña—, pertenecieron a la antigua Merindad de Valdeburón y posteriormente del Ayuntamiento de Burón hasta que los drásticos cambios administrativos que a nivel nacional que ocurrieron a mediados de 1800 el pueblo de La Uña y sus terrenos pasaron a pertenecer al Ayuntamiento de Acebedo, pero no el Valle de Valdosín que siempre han pertenecido al Ayuntamiento de Burón y es donde históricamente se ha ubicado el nacimiento del Esla tal y como se recoge en la cartografía actual.

### Curso alto

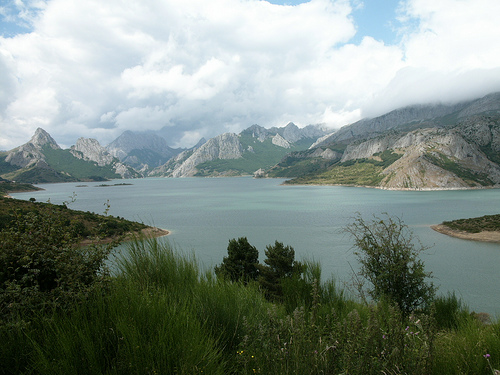
Embalse de Riaño

Tras su conflictivo nacimiento, poco después de salir del valle de Valdosín y antes de La Uña, se le une el río de Riosol y antes de Acebedo se le incorpora el río de Maraña. A la altura de Lario desemboca el río de la Puerta, que viene de Polvoredo y, poco después, junto a Burón, el Esla se disuelve y llena el embalse de Riaño. Ya en el pantano, cerca de Vegacerneja,  se incorpora por la izquierda el río Orza, procedente de la zona del puerto del Pontón y, también por la izquierda, algo después de Boca de Huérgano se incorpora al pantano el río Yuso, procedente de Tierra de la Reina. La presa del pantano se encuentra a unos 30 km del nacimiento del Esla, desembocando en él poco después de Las Salas el río Dueñas, procedente del valle de Lois y Salamón y atravesando todo el municipio de Crémenes, en cuya localidad del mismo nombre, se incorporan las aguas del Arroyo de Riochín. Aguas abajo, ya cerca de Sabero desembocan en el Esla, por la izquierda el río de la Duerna, procedente de Ocejo de la Peña y Santa Olaja de la Varga, y el río Horcado, procedente del valle de Sabero. Entre montañas sigue el Esla su curso hacia Cistierna.

### Curso medio

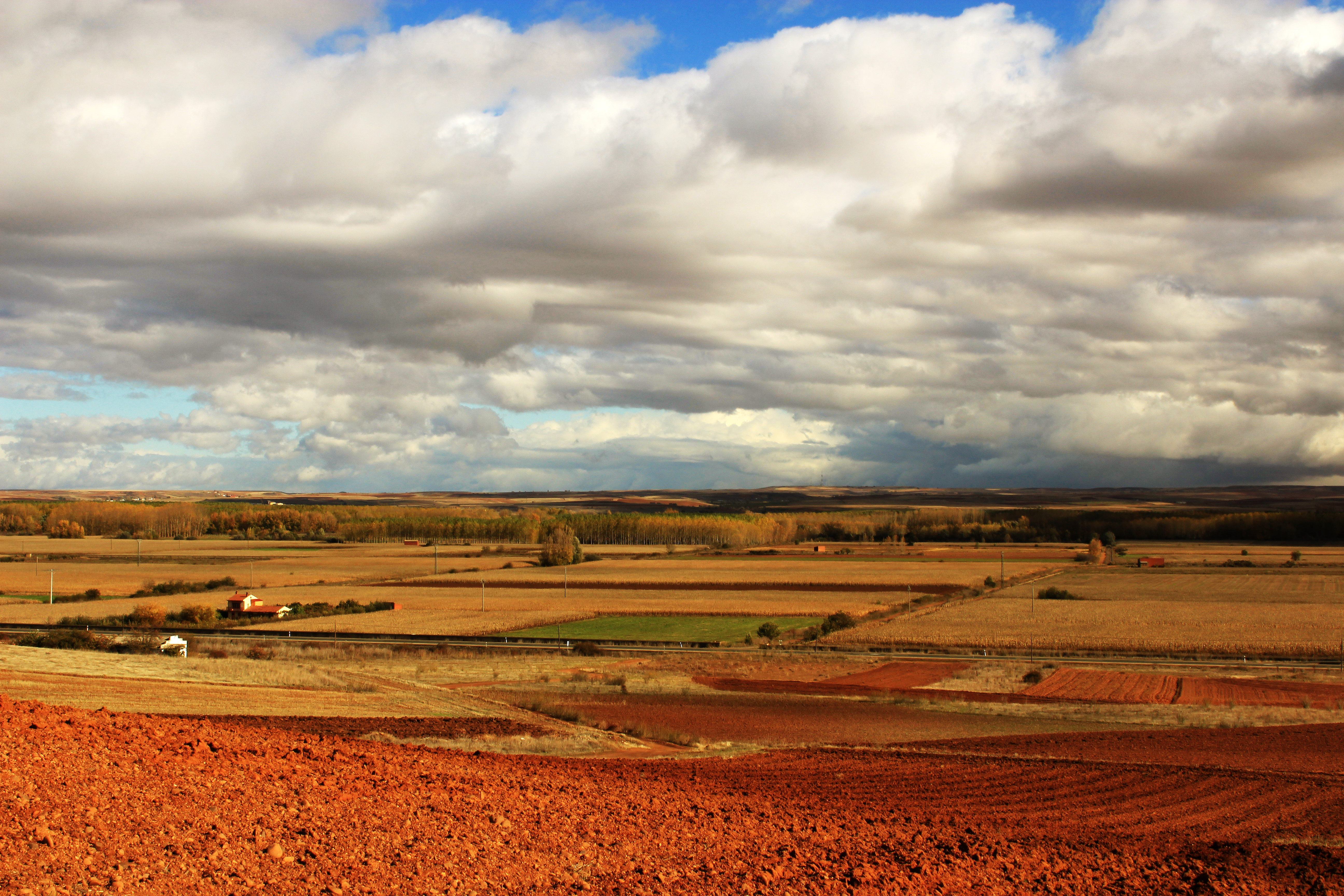
Vega del Esla en Villamañán

Poco después de Cistierna, ya en la ribera, a la altura de Sorriba, merma de modo notable su caudal con la salida del canal Alto de los Payuelos. Tras pasar Gradefes, desemboca por la izquierda el río Corcos. Aguas abajo de Mansilla de las Mulas, ya en Tierra de Campos, se le incorpora el Porma y, poco después de Villarroañe, el Bernesga, presentando ya un aumento considerable de caudal a la altura de Ardón y Villalobar, que se ve de nuevo reducido en Benamariel por el desvío de aguas hacia el canal del Esla y hacia el Canal del Páramo Bajo. El Esla y sus canales van regando con sus aguas las tierras de Villamañán, Fresno de la Vega, Valencia de Don Juan y Villaquejida, las tierras de la Vega del Esla.

### Curso bajo

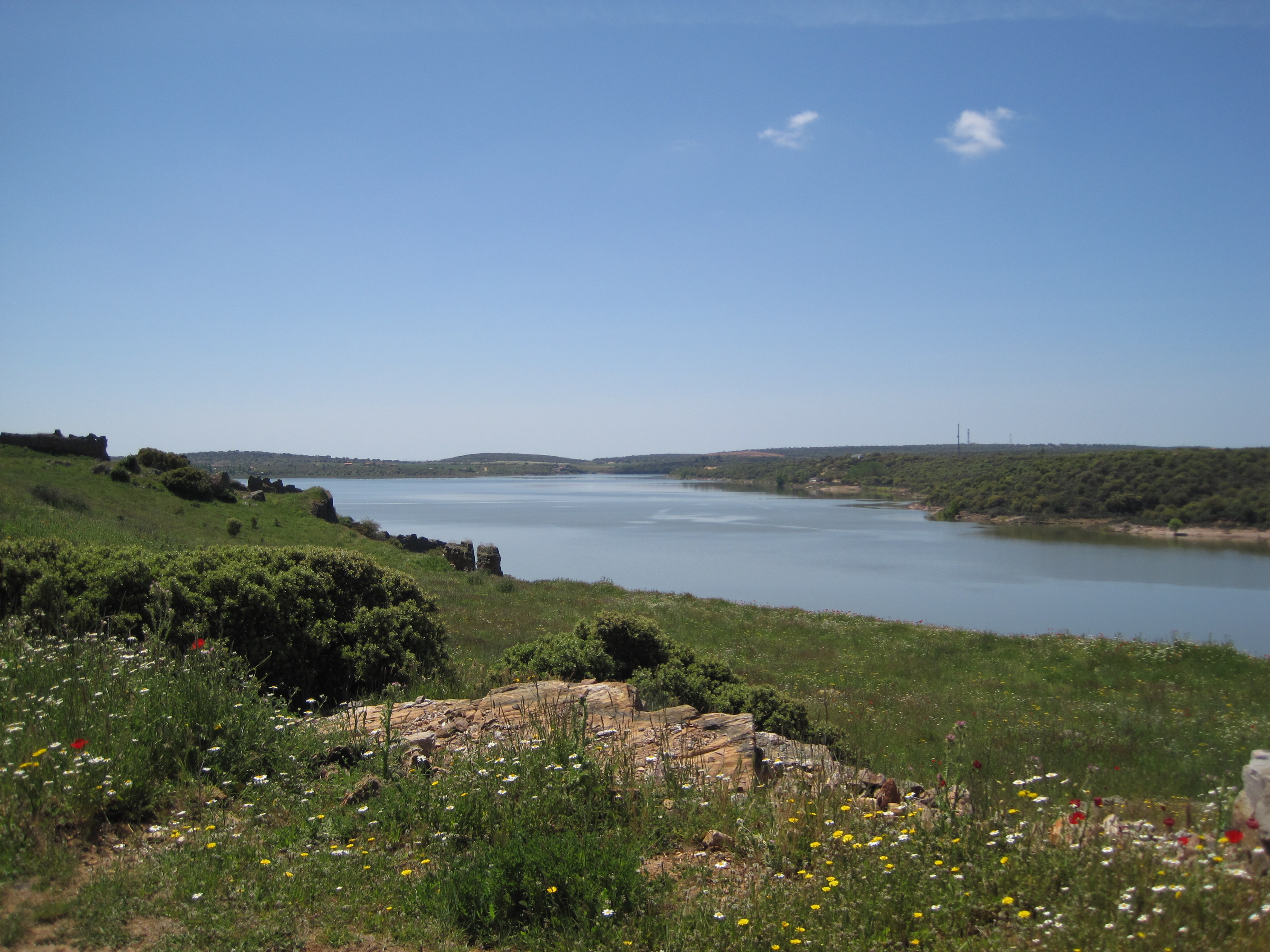
Embalse de Ricobayo

Después de Villafer, el Esla abandona la provincia de León y entra en la de Zamora. A la altura de Castrogonzalo, cerca de Benavente, se le incorpora por la izquierda el Cea, también procedente de la montaña oriental leonesa. Poco después, tras pasar Castropepe, en el límite entre Tierra de Campos y Tierra del Pan, desemboca por la derecha el Órbigo, su afluente más caudaloso, que con su red de afluentes avena las sierras de Gistredo y La Maragatería. Todavía aumentan más las aguas del Esla cuando se le incorpora el Tera, a la altura de Bretocino, que avena La Carballeda y la sierra de la Culebra. Unos kilómetros más adelante se retiene al Esla en el embalse de Ricobayo. En un brazo de este embalse desemboca por la derecha el río Aliste.

### Desembocadura
Unos kilómetros después de la presa de Ricobayo, el Esla desemboca en el río Duero, después de más de 285 km recorridos y aportando en su unión mayor caudal que el mismo Duero. El caudal medio del Esla en Bretó, última estación de aforo antes de la desembocadura, situada antes de recibir las aguas del Aliste, es de 135,68 m³/s, frente a 114,20 m³/s el Duero en Carrascal —unos 15 km antes de la desembocadura del Esla y después de haber recibido las aguas del Pisuerga—.
Habitualmente se señala a Villalcampo como lugar de desembocadura del Esla. En realidad, la confluencia del Esla con el Duero marca los límites de tres términos municipales, Villalcampo al oeste del Esla, Villaseco del Pan al Este del Esla y Moral de Sayago al Sur del Duero. En sus últimos kilómetros, los arribes del Esla forman parte del parque natural de Arribes del Duero.

## Régimen hidrológico
El régimen hidrológico del Esla queda determinado por las variaciones pluvio-nivales propias de la región norte de la península ibérica, especialmente en las formaciones montañosas de la cordillera Cantábrica. Los caudales más altos del río suelen producirse en marzo y abril —cuando tiene lugar el deshielo—, mientras que los caudales más bajos se dan en agosto y septiembre. Todo ello condiciona un curso muy irregular, con fuertes oscilaciones de caudal. Este régimen se ha visto alterado en el último siglo con la construcción de diferentes obras de ingeniería, dirigidas a regular su cuenca para el aprovechamiento del agua en regadío, abastecimiento de agua potable, producción de energía eléctrica y evitación de inundaciones y sequías.
La cuenca del Esla presenta una orografía principalmente llana y elevada —entre 700 y 900 m s. n. m.—, bordeada por los sistemas montañosos que la enmarcan, fundamentalmente la cordillera Cantábrica al norte y los Montes de León al oeste. Este territorio presenta un clima predominantemente mediterráneo continental (si bien la franja norte se corresponde con un clima atlántico o eurosiberiano). Sólo en el área más sur-occidental, en la región de Los Arribes, el clima se suaviza por la influencia del océano Atlántico y la disminución de la altitud. Los inviernos son largos y fríos, especialmente en las parameras leonesas y en las montañas del norte de la cuenca. Por el contrario los veranos son cortos y suaves, en particular en la zona septentrional de la cuenca. Las precipitaciones medias anuales en la cuenca se sitúan en torno a 600 mm, registrándose los valores más elevados en las montañas que rodean la cuenca, encontrándose valores por encima de los 1800 mm en el alto Tera o superiores a 1500 mm en la montaña de Riaño; pero, por el contrario, no llegando a 400 mm en la zona de Benavente.

### Caudal
El caudal medio, medido durante los últimos cincuenta años, en los distintos puntos de la red de estaciones de aforo es el que se recoge en al tabla siguiente, donde se puede observar el notable descenso de caudal que experimenta el río tras las salidas de los canales de riego más importantes, después de Cistierna —canal alto de los Payuelos— y de Benamariel —canal del Esla y canal de Páramo Bajo—. El caudal medio del río Esla en su desembocadura en el Duero es de 182 m³/s.

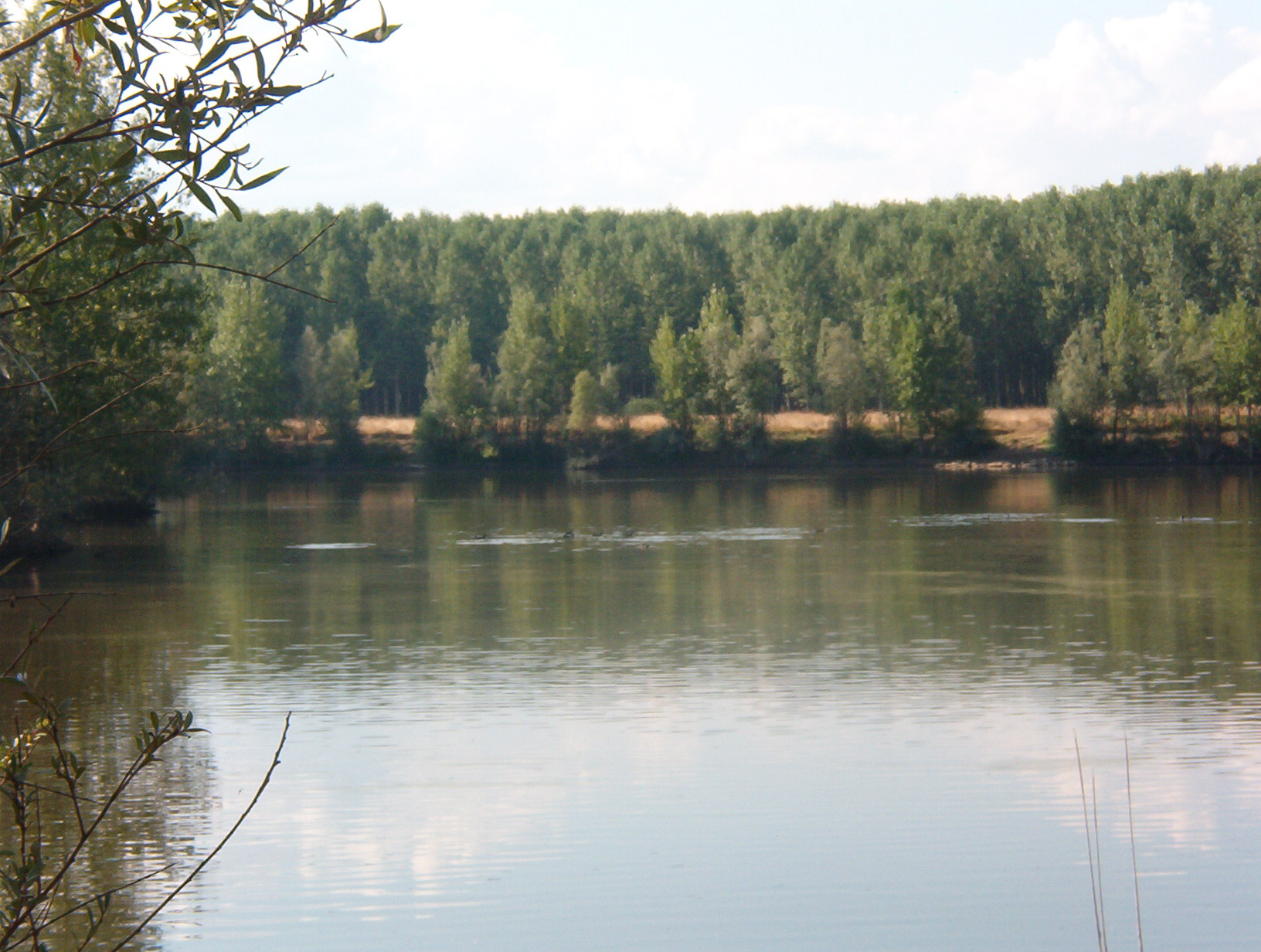
Río Esla en su curso medio

| Provincia | Punto de aforo       | Caudal (m³/s) |
| --------- | -------------------- | ------------- |
| León      | Las Salas            | 21,72         |
| León      | Cistierna            | 25,60         |
| León      | Villómar             | 18,76         |
| León      | Ardón                | 50,80         |
| León      | Villalobar           | 66,80         |
| León      | Benamariel           | 61,14         |
| León      | Valencia de Don Juan | 44,76         |
| León      | Villafer             | 69,22         |
| Zamora    | Castropepe           | 79,36         |
| Zamora    | Bretó                | 135,68        |

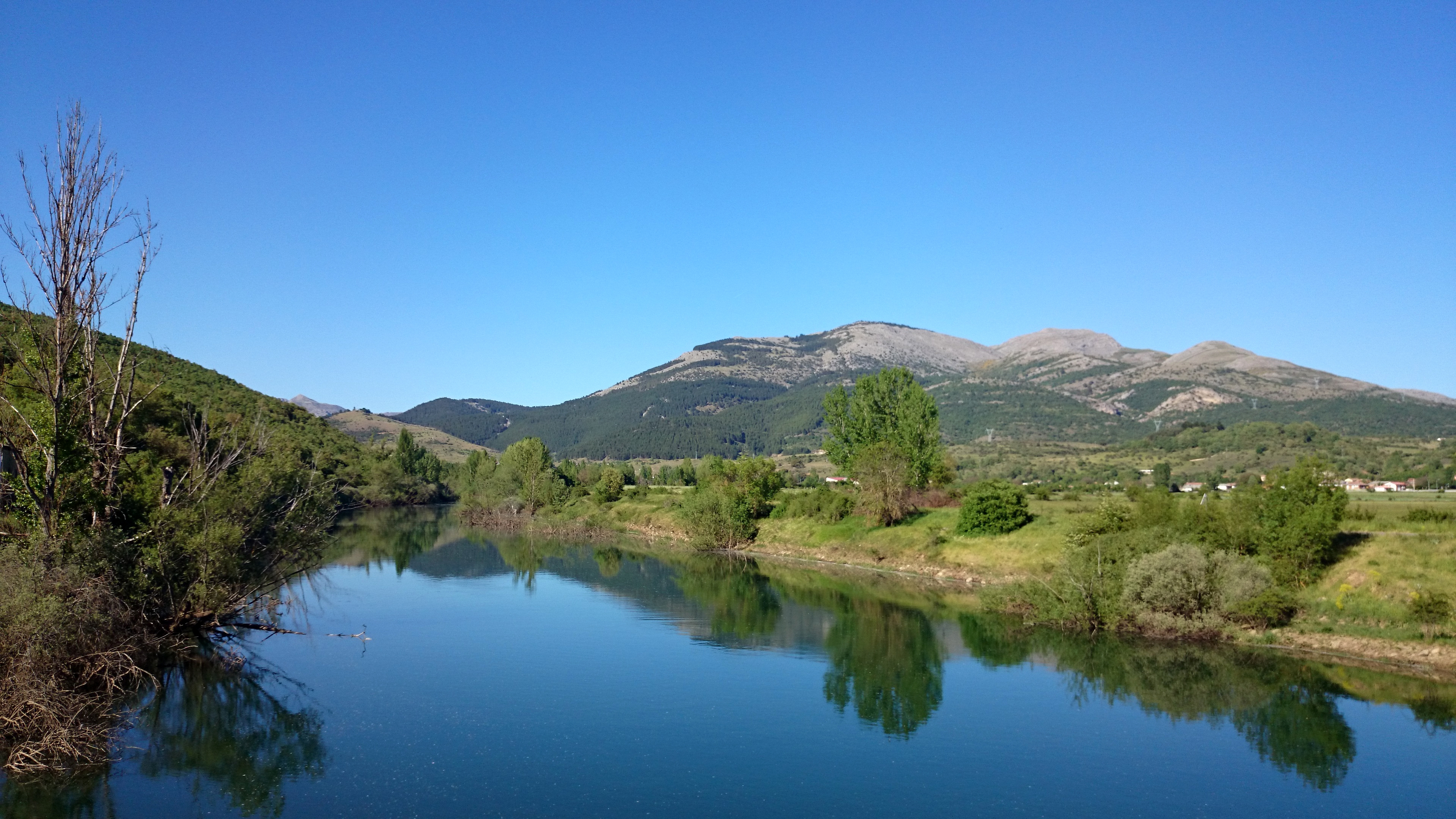
Río Esla aguas abajo de Cistierna

Antes de la regulación de las cabeceras, los tramos bajos de los ríos principales podían quedarse prácticamente secos en algunos veranos con estiajes muy pronunciados, hecho nada infrecuente dada la marcada mediterraneidad del clima de la cuenca. Consecutivamente, a esos pronunciados estiajes les podían suceder otoños e inviernos muy lluviosos, combinando abundantes lluvias con la fusión de nieves y hielos, lo que ocasionalmente generaba situaciones catastróficas, con registros de caudales máximos de hasta 740 m³/s en Cistierna —el 18/04/1968— y de 4040 m³/s en Bretó —el 03/01/1962—.
En la tabla siguiente se observan las aportaciones medias de caudal en hm³ en Cistierna, por quinquenios, en el mes de abril —representativo de los meses con mayor caudal— y en el mes de septiembre —representativo de los meses con menor caudal— a lo largo de los últimos 50 años. Se puede apreciar que los caudales se han hecho prácticamente semejantes en ambos meses a partir de los años 90. La presa de Riaño comenzó a llenarse en 1988, aunque hubo que vaciarla poco después, y reiniciar el llenado, por la falta de oxígeno ocasionada por la descomposición de la capa vegetal y materia orgánica, que afectaba a la fauna piscícola. Las cifras anteriores al cierre de la presa pueden considerarse representativas de los caudales originales del Esla en Cistierna.
| Aportaciones mensuales medias de caudal (en hm³) en Cistierna |         |         |         |         |         |         |         |         |         |
|                                                               | 1964-68 | 1969-73 | 1974-78 | 1979-83 | 1984-88 | 1989-93 | 1994-98 | 1999-03 | 2004-06 |
| Abril                                                         | 140,07  | 151,05  | 151,61  | 106,16  | 102,21  | 46,95   | 61,09   | 67,87   | 71,9    |
| Septiembre                                                    | 12,94   | 6,09    | 15,15   | 4,37    | 24,86   | 68,89   | 57,94   | 64,32   | 70,68   |

## Principales afluentes

### Afluentes por la derecha
- Porma. Nace en el puerto de las Señales, en la zona del Pinar de Lillo, T.M. de Puebla de Lillo, provincia de León. En su cabecera se construyó en los años sesenta el pantano del Porma o de Vegamián, cuyas aguas cubrieron e hicieron desaparecer varios pueblos. Desemboca en el Esla en Roderos, T.M. de Villanueva de las Manzanas. Tiene una longitud de 79 km y una cuenca de 1147 km². Aportación media de 803,7 hm³/año. Afluentes: Silván y Curueño.[4]

- Bernesga. Nace de la confluencia de varios arroyos en la zona del puerto de Pajares. No posee embalse que lo regule en su cabecera, salvo el embalse del Casares, sobre su afluente el río Casares. Es, junto con su afluente el Torio, el río de la ciudad de León. Desemboca en el Esla en el T.M. de Vega de Infanzones. Tiene una longitud de 82,60 km y una cuenca de 1092 km². Aportación media de 619,2 hm³/año. Afluentes: Torío.[4]

- Órbigo. Es el afluente más importante del Esla. Nace por la unión de los río Luna y Omaña en Secarejo, T.M. de Cimanes del Tejar, provincia de León. En la cabecera del Luna está el embalse de Barrios de Luna y algo más abajo el embalse de Selga de Ordás. Desemboca en el Esla poco después de Benavente, tras regar buena parte del Páramo Leonés y de la Maragatería. (Esta última comarca leonesa a través de su afluente el Tuerto). Tiene una longitud de 108 km y una cuenca de 4986 km². Aportación media de 1576,1 hm³/año. Afluentes: Tuerto, Jamuz y Eria.[4]

- Tera. Nace en la sierra de Vigo, en el T.M. de Galende, en la provincia de Zamora. En su cabecera está el pequeño embalse de Vega de Tera, la rotura de cuya presa causó la catástrofe de Ribadelago el día 9 de enero de 1959. Tiene varios embalses en su recorrido antes de desembocar en el Esla en el T.M. de Bretocino. Tiene una longitud de 139,8 km y una cuenca de 2412 km². Aportación media de 821,8 hm³/año. Afluentes: Negro y Truchas.[4]

- Aliste. Nace en la sierra de la Culebra, en San Pedro de las Herrerías, T.M. de Mahíde, provincia de Zamora. Desemboca en el Esla en el embalse de Ricobayo. Tiene una longitud de 72,05 km y una cuenca de 658 km². Aportación media de 133,8 hm³/año. Afluentes: Mena y Frío.[4]

### Afluentes por la izquierda
- Cea. Nace en la Fuente del Pescado en el T.M. de Prioro, provincia de León. En los años 90 se realizó el canal Cea-Carrión que permite el trasvase de agua proveniente del embalse de Riaño a la cuenca del río Carrión. Desemboca en el Esla en el T.M. de Castrogonzalo. Tiene una longitud de 163,10 km y una cuenca de 2005 km². Aportación media de 282,3 hm³/año.[4]

## Obras públicas

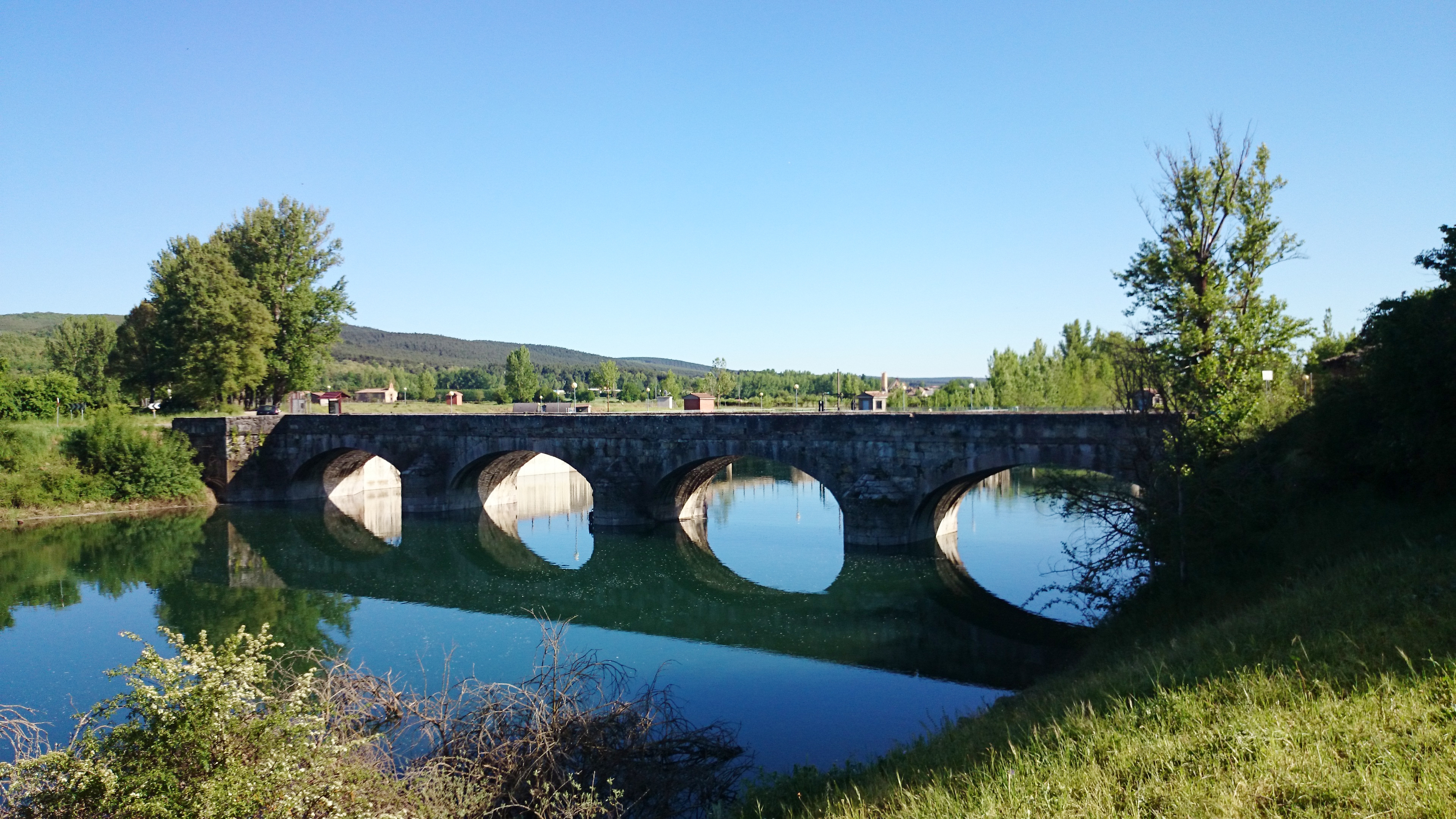
Puente de Mercadillo

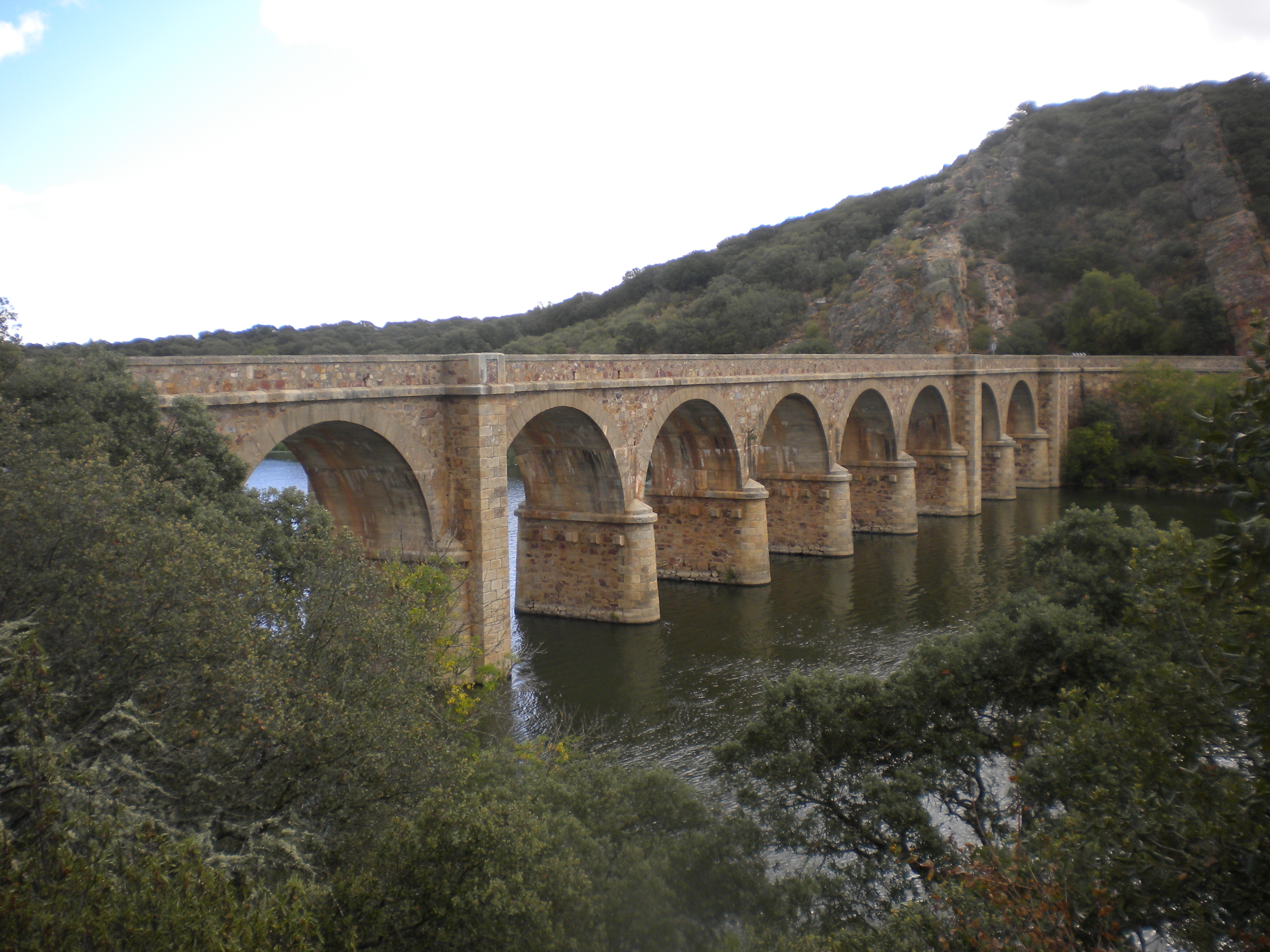
Puente Quintos en Santa Eulalia de Tábara

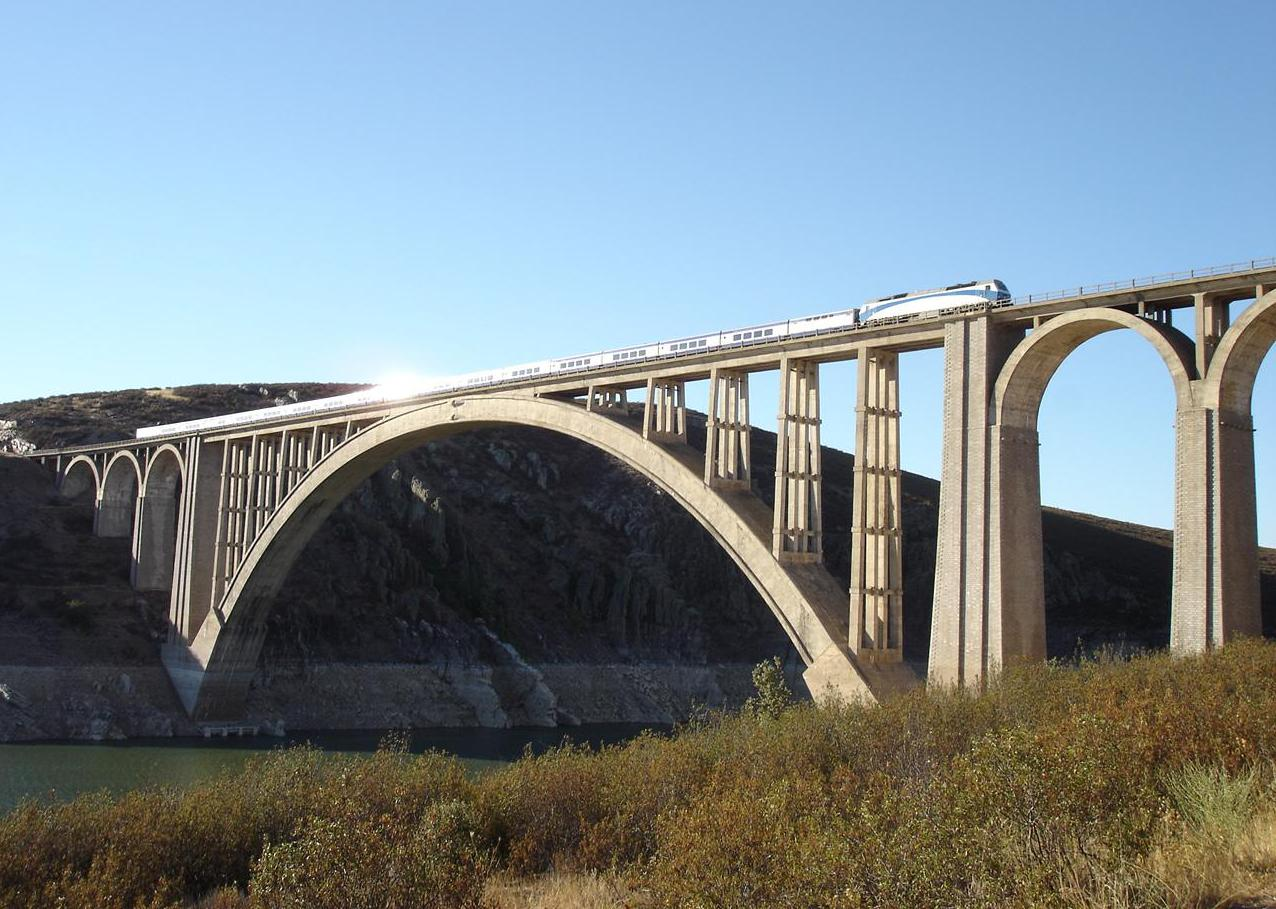
Viaducto Martín Gil

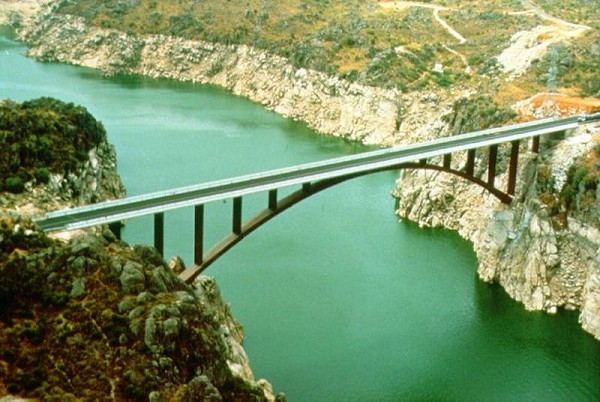
El arco de Ricobayo. Puente de San Esteban

### Puentes singulares sobre el Esla
- Puente de Mercadillo. En Sorriba. Sobre la calzada romana del Esla o Vía Saliámica, con sucesivas y profundas reconstrucciones hasta su estado actual. Construido con piedra calar, consta de cuatro ojos de unos 7 metros de luz, rematados por arcos escarzanos.[26]
- Puente de Mansilla de las Mulas. Paso obligado para el peregrino que abandona Mansilla camino de León. Se trata de una obra medieval del siglo XII, reconstruida en 1573. Está formado por ocho bóvedas de cañón y tiene una longitud de 141 m.[27]
- Puente Eugenio Ribera en Valencia de Don Juan. Realizado entre 1905 y 1910 en hormigón armado, sobre pilas y estribos de sillería y mampostería hidráulica, cimentadas por cajones de hormigón armado hincados mediante aire comprimido. Fue el primero de estas características realizado en España. Ampliado hacia 1990, se ocultó parte de la obra original.[28]
- Puente de Castrogonzalo. Conserva la traza medieval y parte de sus ojos. Al inicio del siglo del XIX se reconstruyó y amplió dando lugar al llamado Puente Mayor, formado por 27 arcos de unos 12 metros de luz, de los solo quedan ocho. Durante la guerra de la Independencia Española fue volado parcialmente —la zona volada se corresponde con el tramo reconstruido con vigas de hierro—.[29]
- Puente Quintos. Construido en 1920 para el paso de la carretera provincial ZA-123, que une las comarcas zamoranas de Tierra de Campos y Tábara. Realizado en piedra, tiene nueve arcos de medio punto de unos 10 m de luz y una longitud total de 110 m.[30]
- Puente de la Estrella de 1933. Sobre la carretera N-631. Es una obra en hormigón armado con cinco tramos rectos apoyados sobre pilares en su margen derecha, un arco central y otro tramo recto en la orilla izquierda; tiene una longitud aproximada de 320 m. Su estrecha plataforma no permite que dos vehículos se crucen sobre él.[31]
- Viaducto de los Cabriles o de Martín Gil. En el embalse de Ricobayo a la altura de los municipios de Manzanal del Barco y Palacios del Pan. Realizado en los años 30 y 40 del pasado siglo XX, fue el mayor viaducto del mundo de arco hormigonado en el momento de su construcción. Cuenta con una luz libre de 192,4 m, 209,8 m de luz teórica, y una flecha de 63 m. Sobre el viaducto transcurre la línea de ferrocarril Zamora-La Coruña.
- Puente de San Esteban o Arco de Ricobayo. En la N-122. Es un puente de un solo arco metálico de acero relleno de hormigón, y que con 168 m es el mayor de Europa. Asienta sobre las paredes graníticas de ambos lados del embalse formando un viaducto de 220 m de largo, a unos 24 m sobre las aguas.[32]

Además de los puentes referidos ha habido sobre el Esla otros puentes de notable importancia histórica, unos ya desaparecidos, derruidos por el empuje de las aguas, como el Puente de Deustamben, de los siglos XII y XIII, construido por Pedro Deustamben, maestro de obras de la Basílica de San Isidoro de León; y otros sumergidos bajo el agua de los pantanos, como el antiguo puente de Ricobayo.

### Embalses

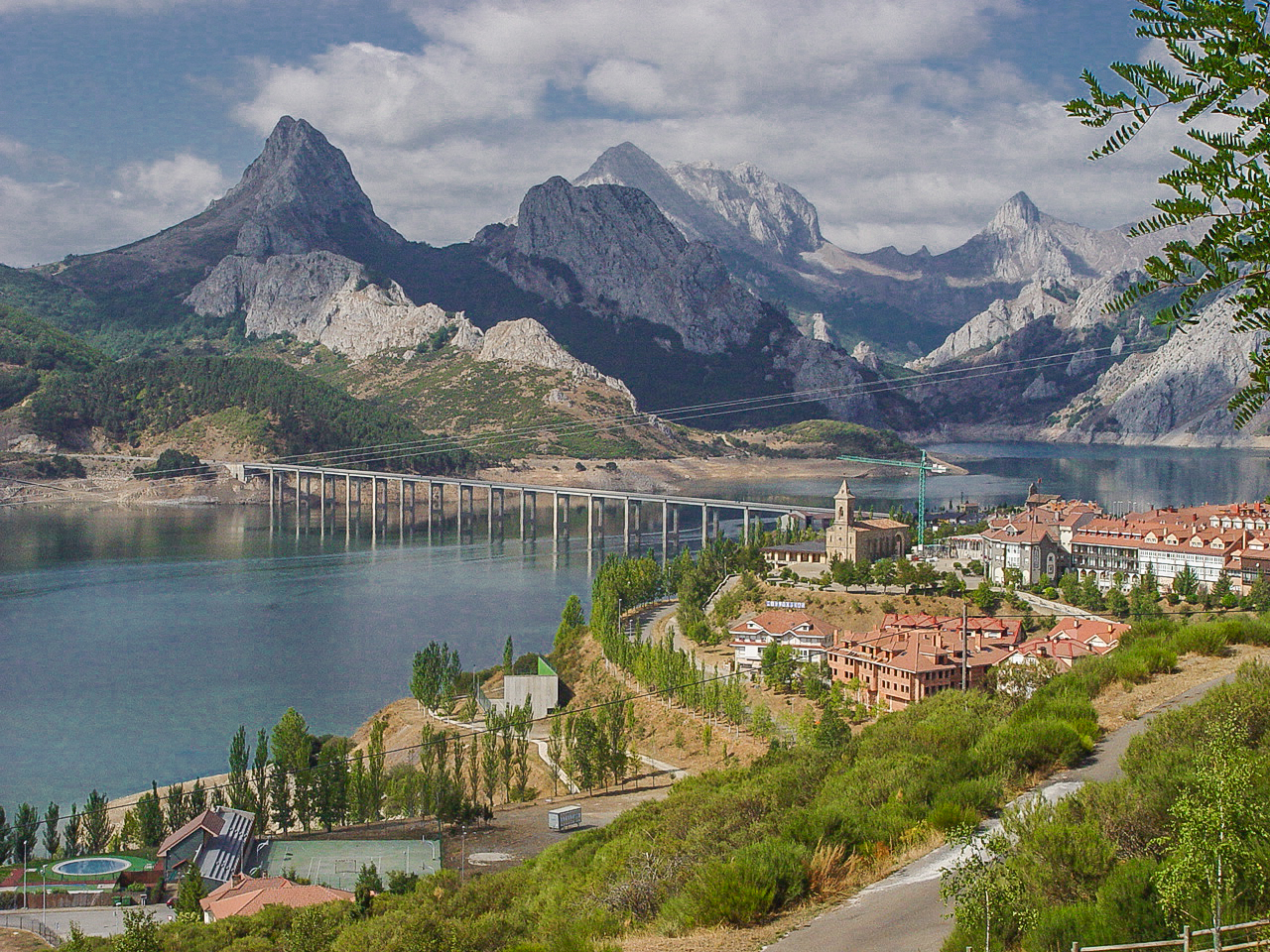
Nuevo Riaño y embalse

El embalse de Riaño está situado en la provincia de León, en la cabecera del Esla. La presa está construida en las Conjas de Remolina, de ahí el nombre original de la Remolina. La construcción de la presa se inició en los años sesenta, cerrándose las compuertas el 31 de diciembre de 1987 tras fuertes controversias, que aún continúan, porque el pantano inundaba una zona de elevado valor ecológico y porque anegaba nueve pueblos —Anciles, Huelde, Riaño, Pedrosa del Rey, La Puerta, Salio, Éscaro, Burón y Vegacerneja, estos dos últimos parcialmente—. Se construyó un nuevo Riaño a orillas del embalse. El embalse tiene una capacidad total de 641 hm³ y ocupa una superficie de 2165 ha, siendo la superficie de la cuenca de 606 km². Su utilización es para el riego, la producción de energía hidroeléctrica y la regulación de la caudal del río Esla. La superficie potencial regable son 80 000 ha y la potencia hidroeléctrica instalada 85 000 kW.

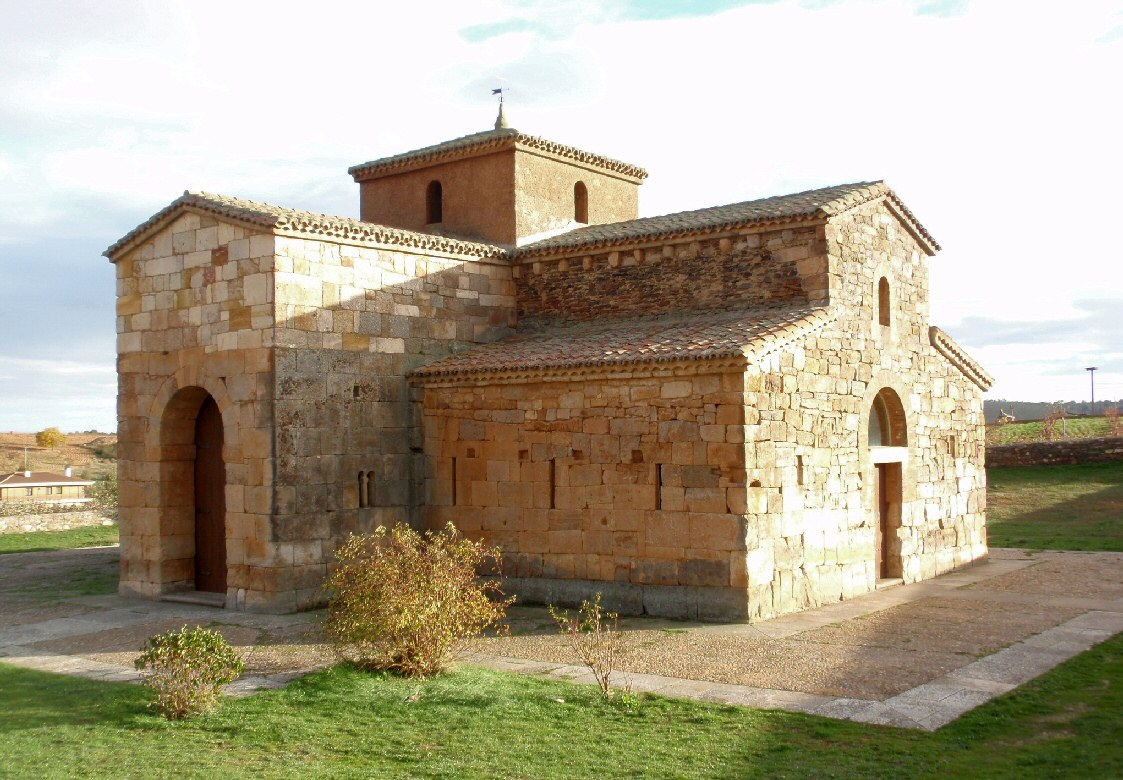
San Pedro de la Nave, Zamora

El embalse de Ricobayo está situado en el curso inferior del Esla, cerca de Ricobayo de Alba, en la provincia de Zamora. Las obras comenzaron en 1929 y la central se puso en funcionamiento en 1935. El embalse tiene una capacidad total de 1145 hm³ y ocupa una superficie de 5725 ha. Su utilización es fundamentalmente para la producción de energía hidroeléctrica, siendo su propietaria Iberdrola. Forma parte del sistema hidroeléctrico conocido como Saltos del Duero. La potencia instalada en la central Ricobayo I es de 133 MW y en la Ricobayo II de 158 MW.
Además de estos embalses construidos sobre el río Esla, se han construido otros sobre sus afluentes, como el embalse del Porma, el de Barrios de Luna o el de Villameca. La construcción de estos pantanos causó la pérdida de algunos valles de gran valor ecológico y llevó a la desaparición de varios pueblos, algunos emblemáticos, como Riaño o Vegamián. En otros casos fue necesario trasladar algunos monumentos, como la iglesia de Pedrosa del Rey, del siglo XVI —ahora en el nuevo Riaño—, o la iglesia visigótica de San Pedro de la Nave —situada desde 1930 en El Campillo (Zamora)—.

### Canales de riego

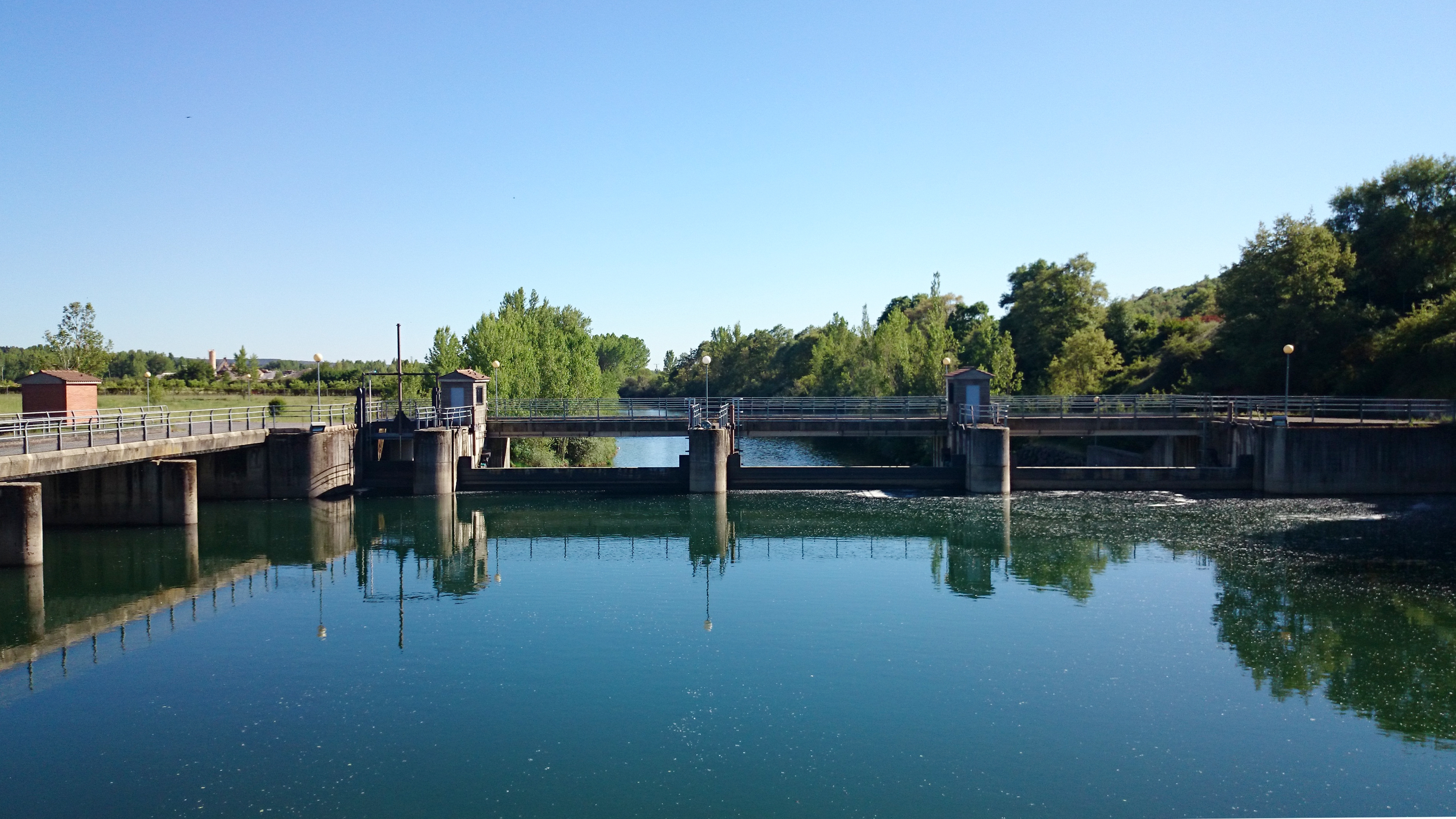
Azud del Canal Alto de los Payuelos

El Canal Alto de los Payuelos se inauguró en 1993. Tiene su toma principal en el azud de Sorriba, en el término municipal de Cistierna (León). Tiene una longitud de 72,6 km, íntegramente en la provincia de León, en la margen izquierda del Esla. Su uso fundamental es el riego de unas 6000 ha, aunque ya están finalizadas las obras para la producción de energía eléctrica.
El Canal Bajo de los Payuelos, en construcción, se inicia en Sahechores y aportará caudales para regar unas 15 000 hectáreas de la zona, y suministrará agua para otras 25 000 hectáreas en las cuencas de los ríos Cea, Valderaduey y Carrión.
El Canal del Esla entró en servicio en 1979. Tiene su inicio en el azud de Benamariel y recorre 51,5 km por las provincias de León y Zamora. Su uso es el riego de 11 200 ha de la zona baja de León y norte de Zamora, de la margen derecha del Esla. El antiguo canal del Esla, construido en la segunda mitad del siglo XIX, recogía las aguas del Esla a la altura de Benamariel y tras 45 km de recorrido, regando la Vega de Toral, devolvía sus últimas aguas al Órbigo.

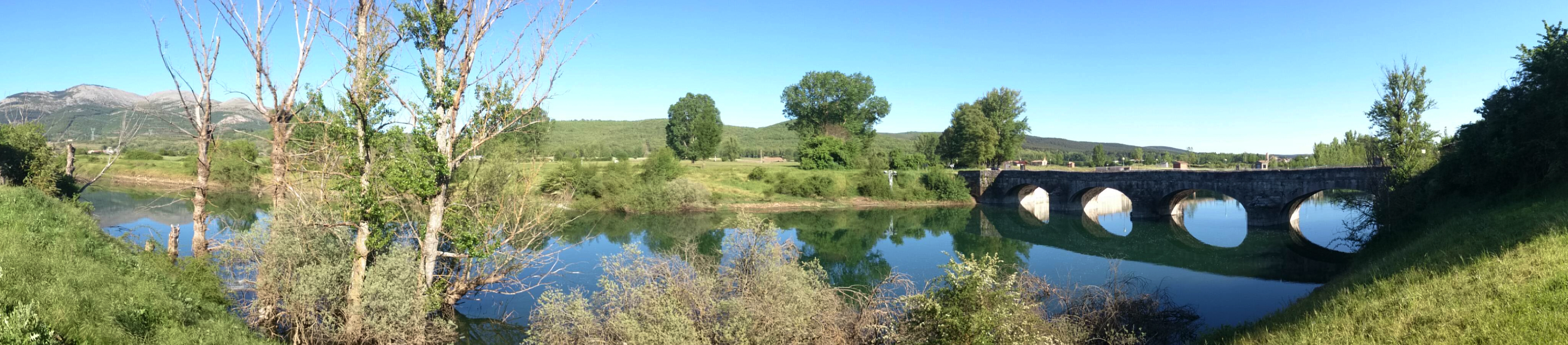
Panorámica del puente de Mercadillo y río Esla. Tras el puente, reflejado en el río, azud del canal Alto de los Payuelos

El Canal de Páramo Bajo entró en servicio en 1997. Tiene su toma en Benamariel y un recorridos de 27,3 km por las provincias de León y Zamora, regando unas 24 000 ha.

## Medio ambiente

### Fauna y flora

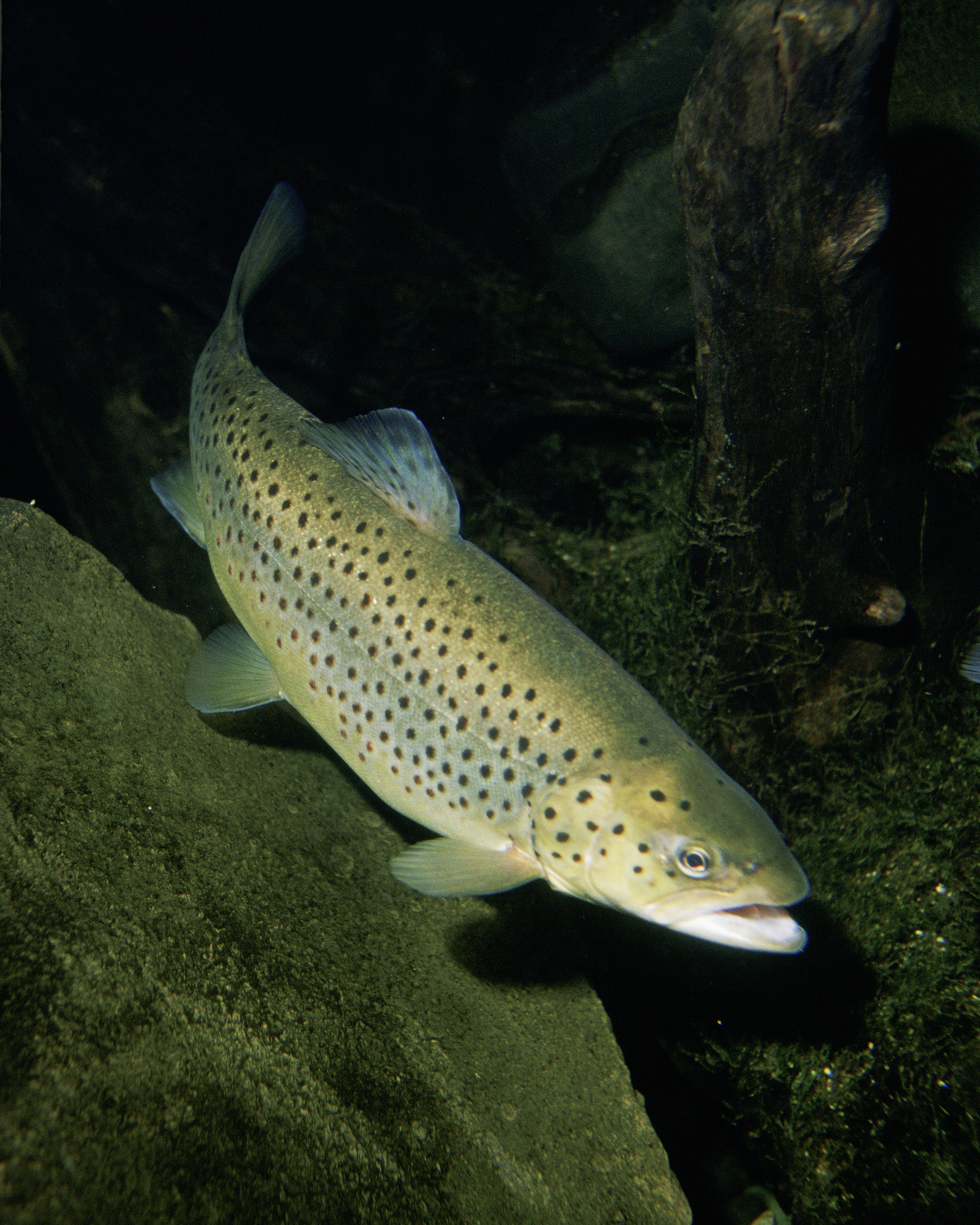
Trucha común

Las truchas, tanto la trucha común como  la trucha arcoíris, son las reinas del Esla. Este río y sus afluentes son destinos habituales de los aficionados a la pesca y escenarios de encuentros nacionales e internacionales de pesca, aunque en la actualidad esta afición se vuelve con frecuencia difícil, por las variaciones de caudal que sufre el río de unos tramos a otros, debido a los aprovechamientos para el riego o la producción hidroeléctrica, y por la fría temperatura del agua por debajo del pantano de Riaño. En cualquier caso, ya no se observa la abundancia de truchas de los años 60 y 70 del siglo pasado.
Además de truchas se encuentran Black bass —en el bajo Esla, Cea y Órbigo— lucios —en el bajo Esla—, barbos, carpas, bogas, tencas y cachos.  Salmones repoblados se pueden encontrar en algunos embalses, como el del Porma. Las especies más pequeñas están arraigadas en todos los ríos, como la bermejuela y la lamprehuela, el pez más pequeño de estos ríos. Desde el 2007 se encuentra el alburno, una especie introducida de forma ilegal, que está remontando el Esla desde las zonas más bajas y que son un problema para el resto de peces, por su gran número y porque se alimentan de larvas de otros peces. La anguila se halla extinguida a causa de los embalses construidos, aunque antes alcanzaba la práctica totalidad de las cabeceras de los ríos de la cuenca del Duero. El cangrejo de río autóctono abundó en los ríos de la cuenca del Esla, pero casi ha desaparecido desde la repoblación con cangrejos norteamericanos —cangrejo rojo y cangrejo señal— introducidos a finales de los 70 y portadores del hongo Aphanomyces astaci, causante de la afanomicosis, que prácticamente acabó con el cangrejo autóctono.

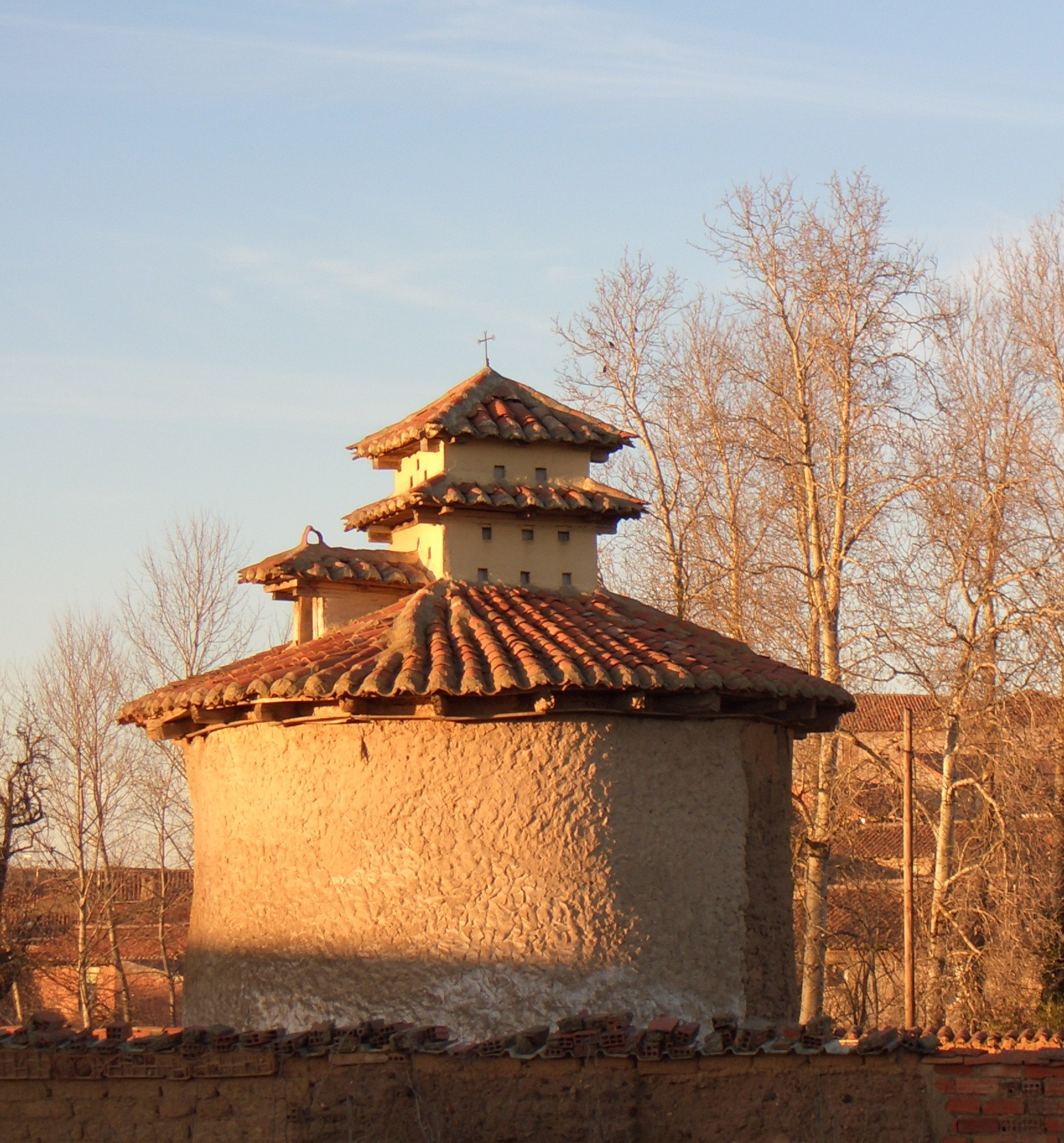
Imagen típica en la ribera del Esla. Palomar en Ardón

Además de la propia fauna del río, la fauna de la cuenca del Esla se caracteriza por una gran riqueza de especies, registrándose, por ejemplo, a la altura de Riaño (León) 42 especies de aves, incrementándose el gradiente de riqueza y abundancia desde los tramos altos a los medios y bajos.

La cuenca del Duero, que podemos considerar también representativa de su afluente el Esla, es un territorio de máxima riqueza de vertebrados ibéricos, un foco de diversidad en el contexto de la Unión Europea, con 29 especies de peces fluviales, 18 anfibios, 31 reptiles, 210 aves reproductoras y 83 mamíferos. Los porcentajes de presencia respecto al inventario total ibérico son: el 42 % de la ictiofauna fluvial, el 66 % de los anfibios, el 75 % de los reptiles, el 77 % de las aves nidificantes y el 91 % de los mamíferos.

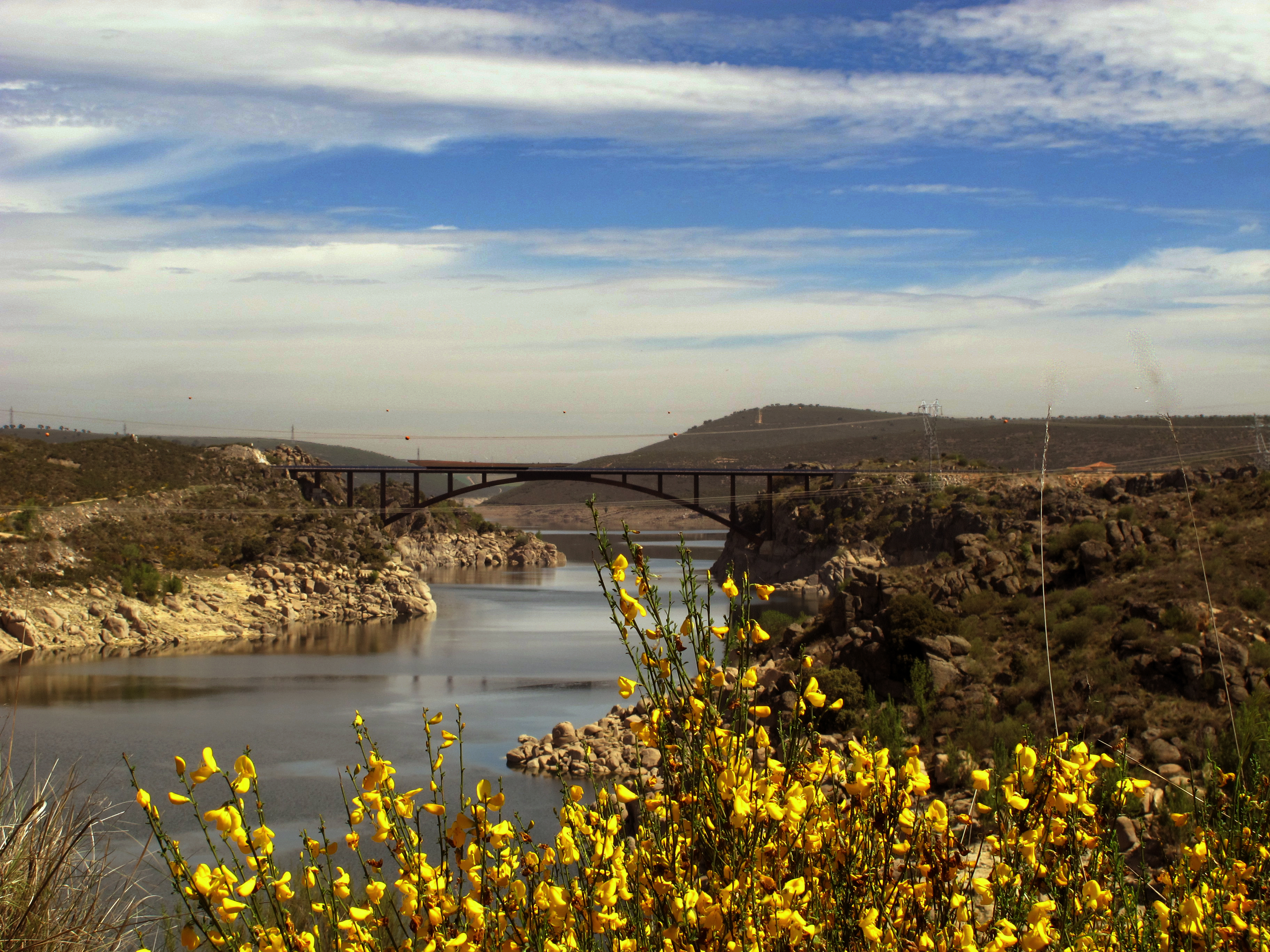
Embalse de Ricobayo

El papel de las áreas de ribera en el mantenimiento de la biodiversidad es bien conocido y su contribución relativa a la flora y fauna excede con mucho la proporción de paisaje que ocupan. En la cuenca del Esla se observa una gran diversidad vegetal entre las cumbres donde tienen su fuente los ríos, la meseta y los arribes en donde desemboca. Las cabeceras de los ríos de la cuenca del Esla se encuentran en las montañas del cordillera cantábrica, con cumbres que superan con frecuencia los 2000 metros, y donde el árbol principal de los bosques son las hayas, o los pinos en la zona de nacimiento del Porma. Por debajo del pantano de Riaño se encuentra el sabinar de Crémenes —uno de los más occidentales de Europa—. Más abajo, a la altura de Cistierna y Vidanes, predominan los robles y pinos. Ya en la ribera abundan los robledales y choperas. La zona de los arribes, donde desemboca en el Duero, se caracteriza por un microclima y una vegetación de tipo mediterráneo en las zonas más bajas y protegidas, encontrándose además de robles, encinas, alcornoques, olivos, higueras o naranjos.

### Espacios naturales relacionados con el Esla

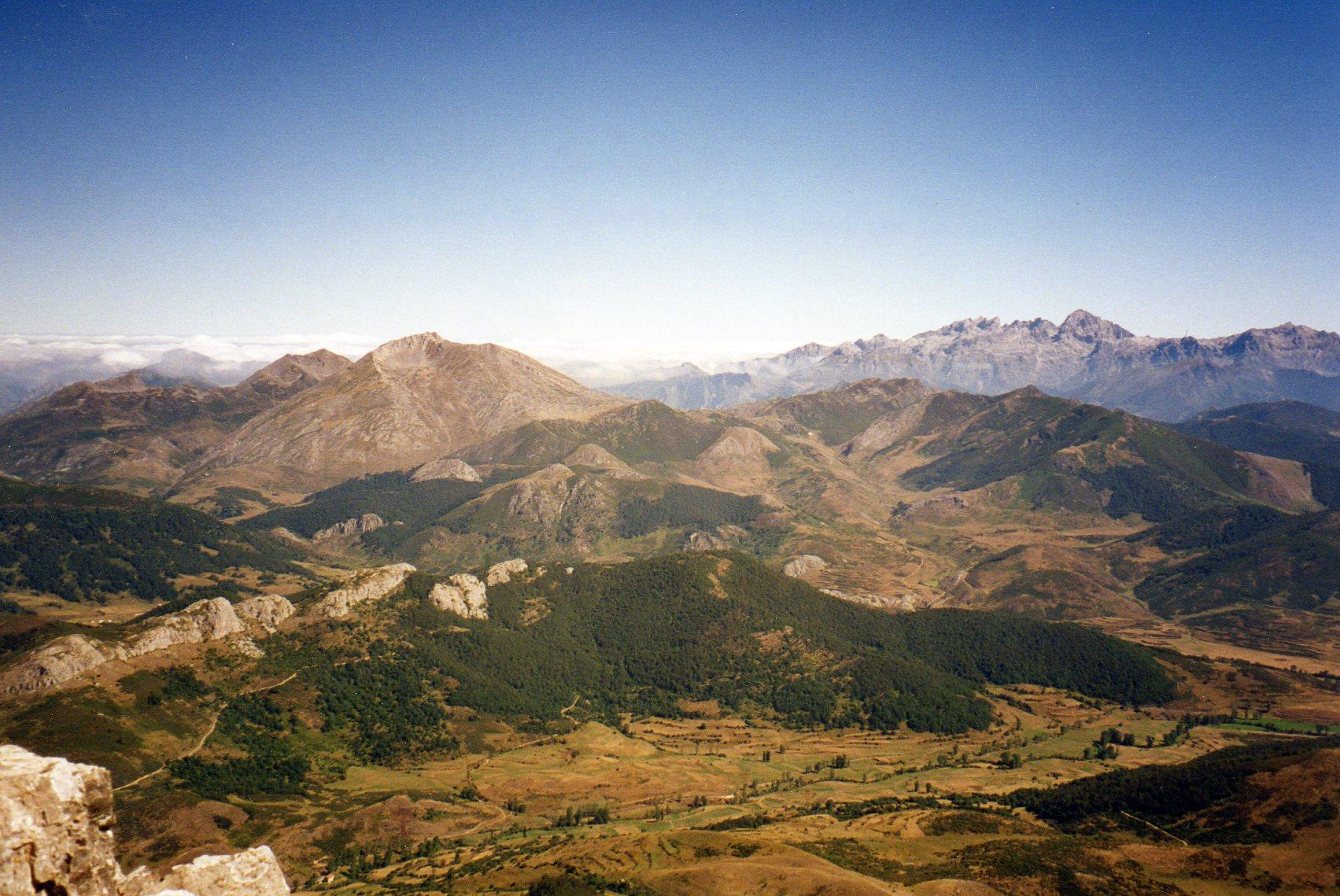
Peña Ten y Picos de Europa desde Mampodre

El parque regional Montaña de Riaño y Mampodre es un espacio natural protegido de Castilla y León, situado al Sur del parque nacional de los Picos de Europa, en la zona Noreste de la provincia de León, en la montaña de Riaño. En el parque regional tiene su nacimiento el río Esla. Es uno de los enclaves montañosos más sobresalientes de la cordillera Cantábrica, con un alto interés botánico, zoológico, geológico y paisajístico, con la posibilidad de realización de múltiples rutas de gran belleza.

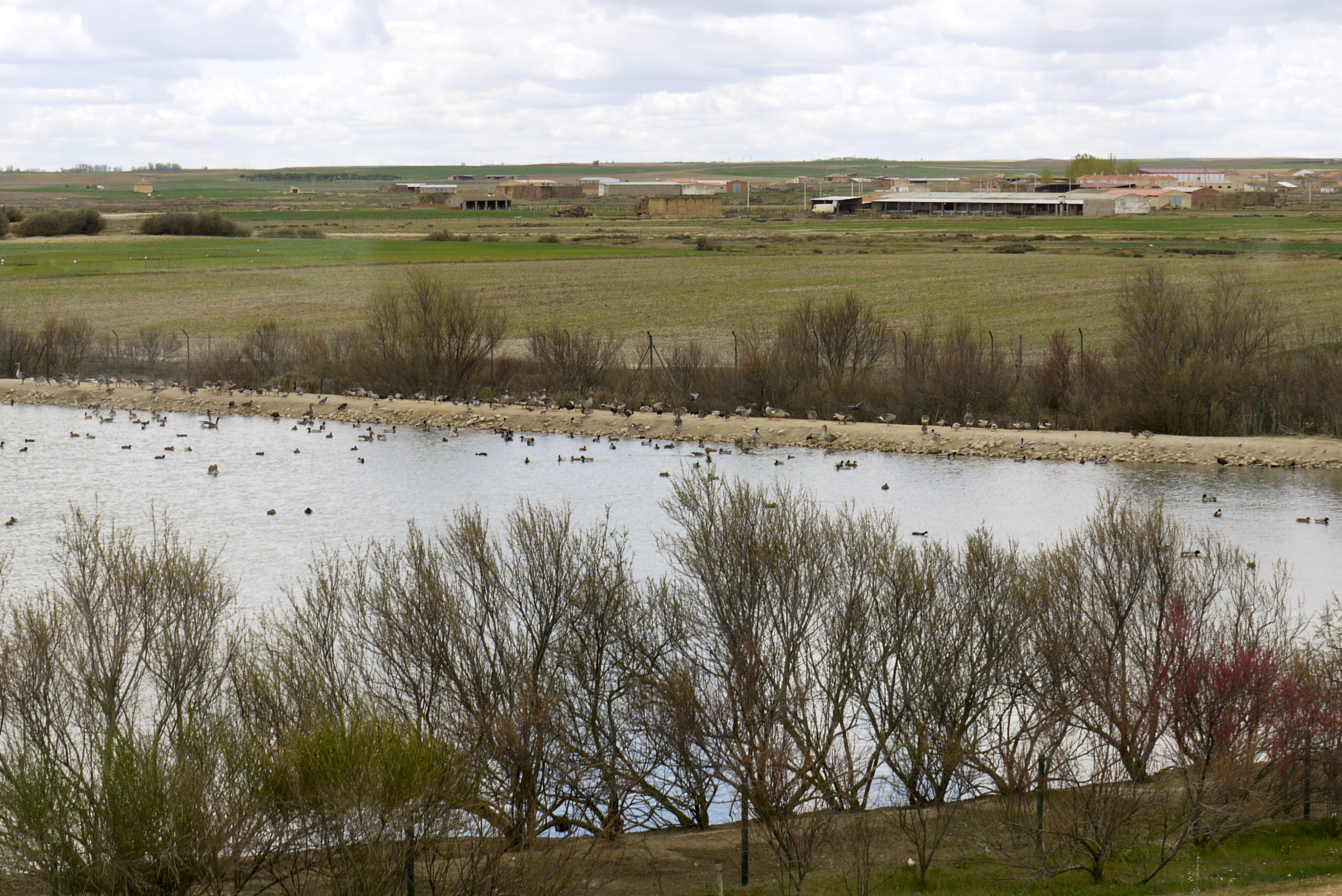
Lagunas de Villafáfila

La reserva natural de Lagunas de Villafáfila, en el cuadrante nororiental de la provincia de Zamora, dentro de la comarca de Tierra de Campos. Es un complejo lagunar, destacando de entre ellas la Laguna Grande de 192 ha, la Laguna de Barillos con 118 ha y la Laguna de las Salinas de 70 ha. Se encuentra situada entre las cuencas del Esla al oeste, y la del Valderaduey al Este. Los humedales dan refugio a gran variedad y cantidad de aves migratorias que convierten a este espacio protegido en una de las más importantes áreas de invernada de la península ibérica. Por otro lado, las parcelas de secano conservan una de las mayores poblaciones de avutarda de Europa.

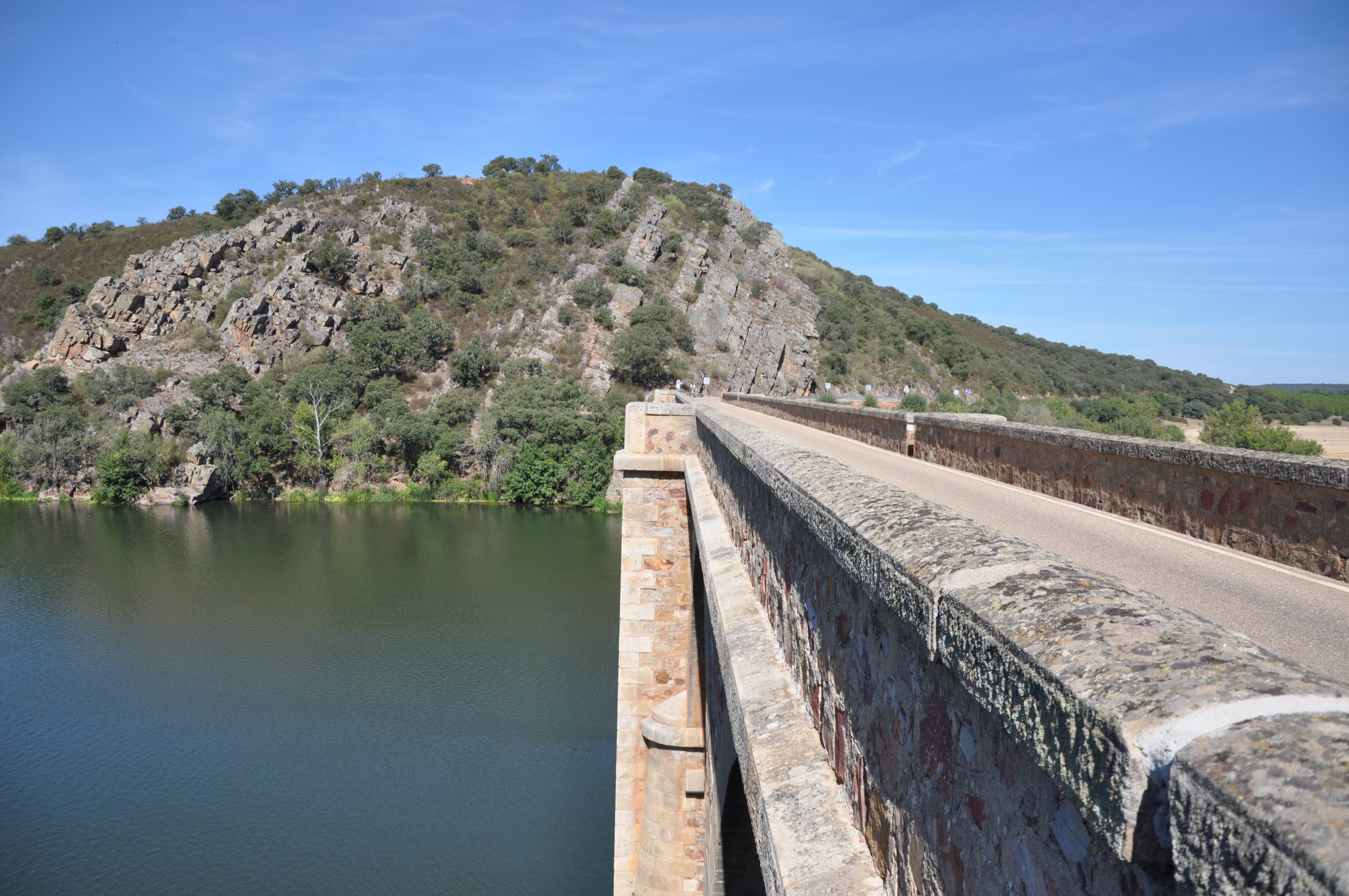
Arribes del Esla

Los arribes del Esla, en la zona de su desembocadura en el Duero, después de la presa de Ricobayo, forman parte del parque natural de Arribes del Duero, que la Junta de Castilla y León incorporó a su red de parques naturales el 11 de abril de 2002, y que se continúa en la zona portuguesa con el parque natural del Duero Internacional (oficialmente en portugués parque natural do Douro Internacional, PNDI). Es una zona de gran valor natural, así como de importante patrimonio histórico y cultural.

### Otros espacios naturales en su cuenca
El espacio natural Hoces de Vegacervera, en el que el río Torío, afluente del Bernesga, atraviesa unas paredes calizas de gran verticalidad y belleza, creando una paisaje natural espectacular. Incluye la cueva de Valporquero, cuyo primer nivel es visitable.
El parque natural de Babia y Luna, en la cuenca del río Luna. Al norte de la provincia de León, a los pies de Peña Ubiña (2417 metros) y a caballo de los valles leoneses de Babia y Luna, llegando hasta el límite con Asturias.
El parque natural Lago de Sanabria y sierras Segundera y de Porto, en el extremo noroccidental de la provincia de Zamora. Su elemento más característico es el lago de Sanabria, el mayor lago de origen glaciar de la península ibérica, con 318,7 ha y una profundidad máxima de 53 m. El río Tera constituye el principal sistema hídrico de entrada y salida del sistema lacustre.
El monumento natural del Lago de Truchillas, en el sureste de la provincia de León, en la comarca de La Cabrera. Se encuentra situado en la parte baja del valle del Eria, afluente del Órbigo,  presidido por el pico Vizcodillo (2121 m).
La Sierra de la Culebra, en el noroeste de la provincia de Zamora, en las comarcas de Aliste, Tierra de Tábara, La Carballeda y Sanabria. Tiene continuación en la sierra portuguesa de Montesinho, en la región de Trás-os-Montes. El río principal es el Aliste. Es reserva regional de caza.